# Соболева, Вера Александровна
Вера Александровна Соболева (14 сентября 1915 — 15 июля 2013) — звеньевая льноводческого звена колхоза «За мир» Галичского района Костромской области, Герой Социалистического Труда (30 марта 1966).

## Биография
Родилась 14 сентября 1915 года в деревне Реброво Галичского уезда Костромской губернии.
Окончила 4 класса Ребровской начальной школы, после чего работала в крестьянском хозяйстве родителей.
С 1930 года разнорабочая на строительстве Чёлсминского льнозавода, затем (с 1932) — на самом заводе. Окончила 7 классов вечерней школы и курсы мастеров в городе Нерехта. С 1934 по 1940 год сменный мастер льнозавода. Затем сидела дома с детьми.
В 1942 году осталась вдовой — муж пропал без вести под Сталинградом. В том же году стала работать в колхозе «За мир» Галичского района.
В 1952 году с отличием окончила курсы комбайнеров в Галичской школе механизации. Два года работала помощником комбайнера, затем перешла в полеводческую бригаду.
С 1956 по 1973 год звеньевая льноводческой бригады.
Начиная с 1961 года её звено получало по 20 центнеров семян льна с гектара. Учиться опыту к ней приезжали со всей области.
Указом Президиума Верховного Совета СССР от 30 апреля 1966 года за успехи, достигнутые в увеличении производства и заготовок льна, присвоено звание Героя Социалистического Труда с вручением ордена Ленина и золотой медали «Серп и Молот».
Делегат XXIII съезда КПСС (1966), III Всесоюзного съезда колхозников (1969).
В 1978 году вышла на пенсию. Вскоре после этого переехала в Галич, где до 1985 года работала няней в детском саду № 7, затем уборщицей в СПТУ № 2.
Умерла 15 июля 2013 года.
Награждена медалями, в том числе «За доблестный труд в Великой Отечественной войне 1941—1945 гг.». Почётный гражданин города Галича (2008).
Президент Академии художеств СССР Н. В. Томский в 1971 году создал её скульптурное изображение.